# ハミルトン (バミューダ)
ハミルトン（Hamilton）は、大西洋にあるイギリス領バミューダにある町で、同諸島の首都。首都と言っても1km四方ほどの小さな町で、人口は約3,000人だが、観光客やビジネスマン（アメリカ人が多い）で賑わう豊かで活気のある港町である。パステルカラーに塗られた家々や建造物が多く、町並みは美しい。

## 略史
1790年に当時バミューダの知事だったヘンリー・ハミルトンに因んで町の建設がはじまった。バミューダの中心地はセント・ジョージ島のセント・ジョージだったが、1815年にハミルトンに遷都された。それ以来、ハミルトンはバミューダの政治・経済などの中心地である。

## 市内の主な見所
フロント・ストリート（Front Street）はハミルトン市の中心的な繁華街でメイン・ストリートである。免税店が数多くあり、多くの観光客で賑わっている。タックス・ヘイヴンなどの金融業、銀行などの建物も数多くあり、ビジネス客も訪れる。
ハミルトンは小さな町だが、歴史的建造物が数多く残る歴史ある町でもある。1840年に立てられた国会議事堂と記念碑（The Cabinet Building & Cenotaph）や、1817年に建築された下院と最高裁判所（Sessions House）、シティ・ホール、バミューダ歴史博物館などがある。セント・テレサス・カテドラルは1927年に建てられたカトリック教会でローマ教皇パウロ6世が訪れた事もある。ハミルトン砦は1870年代に造られた砦で現在でも石積みの壁や大砲などが残っている。

## 気候
| ハミルトンの気候                                 | ハミルトンの気候 | ハミルトンの気候 | ハミルトンの気候 | ハミルトンの気候 | ハミルトンの気候 | ハミルトンの気候 | ハミルトンの気候 | ハミルトンの気候 | ハミルトンの気候 | ハミルトンの気候 | ハミルトンの気候 | ハミルトンの気候 | ハミルトンの気候 |
| 月                                               | 1月              | 2月              | 3月              | 4月              | 5月              | 6月              | 7月              | 8月              | 9月              | 10月             | 11月             | 12月             | 年               |
| ------------------------------------------------ | ---------------- | ---------------- | ---------------- | ---------------- | ---------------- | ---------------- | ---------------- | ---------------- | ---------------- | ---------------- | ---------------- | ---------------- | ---------------- |
| 最高気温記録 °C （°F）                           | 25.4 (77.7)      | 26 (79)          | 26 (79)          | 27 (81)          | 30 (86)          | 32 (90)          | 33.1 (91.6)      | 34 (93)          | 33.2 (91.8)      | 32 (89)          | 29 (84)          | 27 (80)          | 34 (93)          |
| 平均最高気温 °C （°F）                           | 20.4 (68.7)      | 19.9 (67.8)      | 20.3 (68.6)      | 21.6 (70.8)      | 24.1 (75.4)      | 27 (80.6)        | 29.2 (84.6)      | 29.8 (85.7)      | 28.8 (83.8)      | 26.3 (79.4)      | 23.6 (74.5)      | 21.4 (70.6)      | 24.4 (75.9)      |
| 日平均気温 °C （°F）                             | 18.2 (64.8)      | 17.7 (63.9)      | 18 (64.4)        | 19.3 (66.7)      | 22 (71.6)        | 24.9 (76.8)      | 26.7 (80.0)      | 27.2 (80.9)      | 26.2 (79.1)      | 23.9 (75.0)      | 21.2 (70.1)      | 19 (66.2)        | 22 (71.6)        |
| 平均最低気温 °C （°F）                           | 16.1 (60.9)      | 15.5 (59.9)      | 15.7 (60.2)      | 16.9 (62.5)      | 19.9 (67.8)      | 22.8 (73.0)      | 24.1 (75.3)      | 24.5 (76.1)      | 23.5 (74.3)      | 21.4 (70.6)      | 18.7 (65.7)      | 16.5 (61.7)      | 19.6 (67.3)      |
| 最低気温記録 °C （°F）                           | 8 (46)           | 7 (44)           | 7 (45)           | 9 (48)           | 13 (55)          | 18 (64)          | 20 (68)          | 20 (68)          | 19 (66)          | 14 (58)          | 12.4 (54.3)      | 10 (50)          | 7 (44)           |
| 降水量 mm （inch）                               | 128.5 (5.06)     | 115.3 (4.54)     | 110 (4.33)       | 87.9 (3.46)      | 82.8 (3.26)      | 130.3 (5.13)     | 114.6 (4.51)     | 130.8 (5.15)     | 129.3 (5.09)     | 161.3 (6.35)     | 104.6 (4.12)     | 114.3 (4.50)     | 1,409.7 (55.5)   |
| 出典：Bermuda Weather Service: Climate 1949-1999 |                  |                  |                  |                  |                  |                  |                  |                  |                  |                  |                  |                  |                  |

## ギャラリー
- シティ・ホール
- St. テレサス・カテドラル